# Sredgora
Sredgora este o localitate din comuna Semič, Slovenia, cu o populație de 0 locuitori.